# Сива мазама
Сива мазама (Mazama gouazoubira) е вид бозайник от семейство Еленови (Cervidae).

## Разпространение и местообитание
Разпространен е в Аржентина, Боливия, Бразилия, Парагвай и Уругвай.